# Oakland (Kentucky)
Oakland è un comune degli Stati Uniti d'America, situato nello Stato del Kentucky, nella contea di Warren. È incluso nell'area metropolitana di Bowling Green.